# Rallye USA 1974

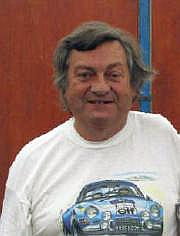
Jean-Luc Thérier, der Sieger der Rallye USA 1974

Die 26. Rallye USA (auch Press-on-Regardless-Rally genannt) war der 6. Lauf zur Rallye-Weltmeisterschaft 1974. Sie fand vom 30. Oktober bis zum 3. November in der Region von Marquette (Michigan) statt. Von den geplanten 51 Wertungsprüfungen wurden 16 abgesagt, also 254,08 km von den 743,28 km.

## Klassifikationen

### Endergebnis
| Rang | Fahrer              | Co-Pilot            | Auto                     | Zeit (Std./Min./Sek.) | Rückstand Sieger(Min./Sek.) Rückstand V (Min./Sek.) |
| ---- | ------------------- | ------------------- | ------------------------ | --------------------- | --------------------------------------------------- |
| 1    | Jean-Luc Thérier    | Christian Delferier | Renault 17 Gordini       | 3:17:52.2             | 00:00.0                                             |
| 2    | Markku Alén         | Atso Aho            | Fiat 127 Abarth Rallye   | 3:21:06.0             | 03:13.8                                             |
| 3    | Jean-Pierre Nicolas | Geraint Phillips    | Renault 17 Gordini       | 3:21:29.4             | 03:37.2 00:23.4                                     |
| 4    | Simo Lampinen       | John Davenport      | Lancia Beta Coupé        | 3:29:52.8             | 12:00.6 08:23.4                                     |
| 5    | Guy Chasseuil       | Jean-Pierre Rouget  | Alpine-Renault A110 1800 | 3:34:03.0             | 16:10.8 04:10.2                                     |
| 6    | Bernard Darniche    | Alain Mahé          | Renault 17 Gordine       | 3:39:15.6             | 21:23.4 05:12.6                                     |
| 7    | Sobiesław Zasada    | Jerzy Dobrzański    | Porsche 911 Carrera RS   | 3:49:10.8             | 31:18.6 09:55.2                                     |
| 8    | Bob Neyret          | Claudine Bouchet    | Alpine-Renault A110 1800 | 3:49:37.2             | 31:45.0 00:26.4                                     |
| 9    | Marianne Hoepfner   | Evelyne Vanoni      | Alpine-Renault A110 1800 | 3:57:17.4             | 39:25.2 07:40.2                                     |
| 10   | Bob Hourihan        | Doug E. Shepherd    | Volvo 142S               | 3:59:12.0             | 41:19.8 01:54.6                                     |

Insgesamt wurden 29 von 68 gemeldeten Fahrzeuge klassiert.

### Herstellerwertung
| Pos. | Team    | Punkte |
| ---- | ------- | ------ |
| 1    | Fiat    | 63     |
| 2    | Lancia  | 62     |
| 3    | Ford    | 34     |
| 4    | Porsche | 27     |
| 5    | Datsun  | 26     |

Die Fahrer-Weltmeisterschaft wurde erst ab 1979 ausgeschrieben.